# Zethus matzicatzin
Zethus matzicatzin är en stekelart som beskrevs av Henri Saussure 1857. Zethus matzicatzin ingår i släktet Zethus och familjen Eumenidae. Inga underarter finns listade i Catalogue of Life.